# Olga Ovtchinnikova
Olga Ovtchinnikova (in russo Ольга Овчинникова?, Ol'ga Ovčinnikova; Mosca, 6 febbraio 1987) è una schermitrice russa naturalizzata canadese.

## Palmarès
In carriera ha conseguito i seguenti risultati:
- Giochi Panamericani:

Rio de Janeiro 2007: bronzo nella sciabola a squadre.